# Architis tenuipes
Architis tenuipes är en spindelart som först beskrevs av Simon 1898.  Architis tenuipes ingår i släktet Architis och familjen vårdnätsspindlar. Inga underarter finns listade i Catalogue of Life.